# Vannes-sur-Cosson

Vannes-sur-Cosson este o comună în departamentul Loiret din centrul Franței. În 1 ianuarie 2022 avea o populație de 602 de locuitori.